# Элмхаа, Хасан Эсмаэйл
Хасан Эсмаэйл Элмхаа (перс. حسن اسماعیل علم خواه‎, 30 декабря 1936 — ум. в 1988 или 1990) — иранский тяжелоатлет, призёр Олимпийских и Азиатских игр.
Родился в 1936 году в Тегеране. В 1958 году завоевал серебряную медаль Азиатских игр. В 1960 году стал бронзовым призёром Олимпийских игр в Риме.